# Edou (Mengang)
Ne doit pas être confondu avec Edou.
Edou est un village du Cameroun, situé dans l'arrondissement (commune) de Mengang, le département du Nyong-et-Mfoumou et la région du Centre.

## Population
En 1961, Edou comptait 434 habitants, principalement des Yembama. Lors du recensement de 2005, on y a dénombré 778 personnes.